# Wychough
Wychough – były civil parish w Anglii, w hrabstwie ceremonialnym Cheshire, w dystrykcie (unitary authority) Cheshire West and Chester, w civil parish Malpas. Leży 23 km na południe od miasta Chester i 246 km na północny zachód od Londynu. W 2011 roku civil parish liczyła 11 mieszkańców.